# Chiến dịch Đông Phổ (1914)
Chiến dịch tấn công Đông Phổ đã diễn ra trên Mặt trận phía Đông của cuộc Chiến tranh thế giới thứ nhất, là cuộc tiến công của quân đội Đế quốc Nga vào tỉnh Đông Phổ thuộc Đế quốc Đức trong tháng 8 và tháng 9 năm 1914. Quân đội Đức đã đẩy lùi được cuộc tiến công này, gây thảm họa cho quân Nga, mặc dù một lực lượng khác của quân Nga trong thời gian đó đã chiếm được miền Đông Galicia từ tay Đế quốc Áo-Hung. Chiến thắng to lớn của quân đội Đức do hai tướng Paul von Hindenburg và Erich Ludendorff trong trận Tannenberg và trận hồ Masuren lần thứ nhất đã khiến cho họ được tôn vinh như những vị anh hùng dân tộc cũng như là cứu tinh của Đông Phổ, đồng thời cũng khiến cho tinh thần quân đội Nga bị suy sụp trầm trọng.
Vào ngày 17 tháng 8 năm 1914, các tập đoàn quân số 1 và số 2 của Nga đã bắt đầu cuộc tấn công vào Đông Phổ, theo lời hứa của Nga với Pháp rằng Nga sẽ tiến công Đức từ hướng Đông nhanh nhất có thể đã phân rẽ nguồn lực của Đức và giảm áp lực cho Pháp trong giai đoạn đầu của cuộc chiến tranh. Tập đoàn quân số 8 của Đức do Thượng tướng Maximilian von Prittwitz chỉ huy, án ngữ tại Đông Phổ, đã được lệnh cầm cự trên Mặt trận phía Đông trong suốt 40 ngày từ ngày 1 tháng 8 năm 1914 cho đến khi các đoàn quân Đức trên Mặt trận phía Tây chiến thắng trở về vào ngày 1 tháng 9. Dưới sự chỉ huy của tướng Hermann von François, quân đoàn I của Đức đã đẩy lui các đơn vị tiên phong của Tập đoàn quân số 1 của Nga do tướng Paul von Rennenkampf chỉ huy trong trận Stallupönen vào ngày 17 tháng 8. Dù vậy, Rennenkampf đã tiếp tục tiến vào Đông Phổ và đánh bại cuộc tấn công của Prittwitz trong trận Gumbinnen không lâu sau đó. Nhưng, Rennenkampf đã không phát triển thành quả, song Tập đoàn quân số 2 của Nga do A. V. Samsonov chỉ huy cũng tiến đánh Đông Phổ từ hướng Nam. Trái với thượng lệnh của Bộ Tổng Tham mưu Đức, Prittwitz triệt thoái và ông ta đã bị thay thế bằng vị lão tướng Paul von Hindenburg cùng với Tham mưu trưởng Erich Ludendorff - một anh hùng mới nổi của nước Đức. Người Đức đã dùng đường nội tuyến để tiếp tế (nhất là hỏa xa), để chuyển hết các lực lượng sẵn có của mình đến chống chọi với cuộc tiến công của Nga.
Trong khi đó, quân Nga gặp rối loạn và hai tập đoàn quân đã không thể hợp đồng với nhau dù có lợi thế về quân số. Cuối tháng 8 năm 1914, quân đội Đức giành chiến thắng lừng lẫy trong trận Tannenberg: Tập đoàn quân số 2 của Nga bị hợp vây và tiêu diệt (với khoảng 90.000 người bị bắt làm tù binh). Đại thắng tại Tannenberg của Hindenburg và Ludendorff đã thực sự chấm dứt cuộc xâm lược Đông Phổ của quân Nga. Vốn đã triệt tiêu một gọng kìm của cuộc tấn công của Nga, Hindenburg giờ đây chuyển sang gọng kìm thứ hai – đó là lực lượng của Rennenkampf. Và, đầu tháng 9 năm 1914, tập đoàn quân này đã bị đánh đại bại trong trận hồ Masuren lần thứ nhất, và phải rút lui. Hai thất bại tại Tannenberg và hồ Masuren đã xóa sạch hy vọng giành thắng lợi nhanh chóng của người Nga. Nhưng, tuy quân Nga thất bại nặng nề,: cuộc tấn công nhanh chóng của họ đã cứu vãn Pháp: họ đã tấn công nhanh chóng, trái ngược với những tính toán của kế hoạch Schlieffen của Đức, buộc người Đức phải tăng viện cho mặt trận phía Đông và dẫn tới thắng lợi của liên quân Pháp - Anh trong trận sông Marne lần thứ nhất. Mặt khác, thắng lợi của quân đội Đức tại Đông Phổ đã đem lại cho họ quyền chủ động chiến lược trên mặt trận phía Đông, và sang năm 1915 chiến thắng của họ trong trận hồ Masuren lần thứ hai đã bẻ gãy một cuộc xâm lược khác của quân Nga vào Đông Phổ khởi đầu từ tháng 10 năm 1914.